# Icius nigricaudus
Icius nigricaudus är en spindelart som beskrevs av Wesolowska, Haddad 2009. Icius nigricaudus ingår i släktet Icius och familjen hoppspindlar. Inga underarter finns listade i Catalogue of Life.